# 소드 걸스의 등장인물
소드 걸스의 등장 인물이다. 게임은 시즌 1, 시즌 2, 시즌 3가 있으며, 소설과 만화가 있다.

## 공립 비타 학교
비타 공화국에 있는 학교. 탈렌티움 능력자를 길러 내고 있다. 로일 왕국과 함께 연합국을 이룬다.

### 요리연구부
시타 빌로사
시즌 1의 공립 주인공. 공립학교의 학생. 고아출신으로 미지의 검술을 사용한다. 마스터 빌로사에게 길러졌다.
제이미
부장.

### 학생회
셀린
학생회장.

### 도서부
베르니카 앤서
연합국의 손꼽히는 거상, 게오르그 앤서의 막내 딸. 독서를 즐기는 소녀. 시타를 좋아하고 있다.

## 사립 로일 학원
로일 왕국에 있는 귀족 아가씨들을 위한 학교. 비타 공화국과 함께 연합국을 이룬다.

### 퍼시피카 가
시니아 퍼시피카
시즌 1의 사립 주인공. 사립 로일학원 출신의 아가씨. 퍼시피카 가문의 3녀. 저주의 능력을 가지고 있다.
리니아 퍼시피카
퍼시피카 가문의 장녀. 사립 로일학원 이사장.

로일의 영애 에리카

로제 퍼시시카 시니아 퍼시시카 마리메 크로이츠 '퍼시시카 가문' 과 '크로이츠' 가문 보다도
더 높은 직위에 있는 로일의 황제다. 경호원 로는 로일근위병 베디비를
곁에 두고 있다.

미워 할 수 없는 귀여운 황제 폐하다.

## 크룩스 교국
남십자성의 여신을 믿는 크룩스 교라고 하는 종교를 기반으로 하는 국가.

### 기사단
루티카 프리벤터
시즌 1의 크룩스 주인공. 기사단장 제이나 프리벤터의 부관. 제이나를 숭배에 가까울 정도로 좋아한다. 흡혈귀와 접촉했다는 죄목으로 감금되었다가 친구인 클라리스의 도움으로 탈주한다. 나중에 GS단의 간부 일곱번째 별이 되었다가. 이중첩자 활동으로 교국과 접촉한다. 후에 신임 기사단장 아이젠웨인을 몰아내고 기사단에 복귀한다.
로제 퍼시피카
시즌 2의 크룩스 주인공. 퍼시피카 가문의 차녀. 교국으로부터 이단시되는 마녀이지만, 오히려 교국의 눈을 피하기 위해 기사단에 입단하였다가 아이젠웨인에 의해 청십자회로 좌천된다.
제이나 프리벤터
기사단장.
행정보급관
행정보급관.
핀테일
병장. GS단의 습격으로 인해 전역이 연기되고, 나중에 하사가 된다.
전령
기사단장 제이나의 서신을 들고 제국으로 전달하려고 하였으나, 제국으로의 입국이 거부된다.
프렛
기사단의 기수.

## 다크 로어
크룩스 교로부터 이단시 되고 있는 존재들. 흡혈귀, 마녀 등이 있다.

### 흡혈귀
“플리나” 단일 가문이다.€
아이리 플리나
시즌 1의 다크 로어 주인공. 플리나 가문의 뱀파이어. 하프 뱀파이어로, 인간과 흡혈귀의 혼혈. 흡혈귀 중에서도 배척당하는 입장이다. 베르니카를 좋아하고 있다.
루나 플리나
흡혈귀의 당주. 즉, 플리나 가문의 당주.

시온리온 플리나

장난치기를 너무나 좋아하는 귀여운 흡혈귀 자매다.

## 무소속
주로 이스프릿의 사무소와 그 주변 인물들이다.

### 이스프릿 사무소
이스프릿
현자.
리오 리코
가이드. 초보자 안내를 맡고 있다.
오필리어
내방자. 즉, 다른 세계에서 온 존재.